# Cranston
Cranston is een plaats (city) in de Amerikaanse staat Rhode Island, en valt bestuurlijk gezien onder Providence County.

## Demografie
Bij de volkstelling in 2010 werd het aantal inwoners vastgesteld op 80.387.

## Geografie
Volgens het United States Census Bureau beslaat de plaats een oppervlakte van
77,5 km², waarvan 74,0 km² land en 3,5 km² water.

## Plaatsen in de nabije omgeving
De onderstaande figuur toont nabijgelegen plaatsen in een straal van 12 km rond Cranston.

## Geboren in Cranston
- Robert Aldrich (1918-1983), filmregisseur, scenarist en filmproducer
- Jack Reed (1949), senator voor Rhode Island